# Ibrahim Boubacar Keïta
Ibrahim Boubacar Keïta (sinh ngày 29 tháng 1 năm 1945 - ngày 16 tháng 1 năm 2022) là một chính trị gia người Mali đã được bầu làm Tổng thống Mali vào tháng 8 năm 2013. Trước đây ông là Thủ tướng Mali 1994-2000 và Chủ tịch Quốc hội Mali từ năm 2002 đến năm 2007. Ông đã thành lập một đảng chính trị trung tả, Tập hợp cho Mali (RPM), trong năm 2001, và cũng như ông đã lãnh đạo đảng cánh tả này kể từ đó.

## Tiểu sử
Keïta sinh ra tại Koutiala, Mali. Ông học tại Lycée Janson-de-Sailly ở Paris và Lycée Askia-Mohamed tại Bamako, tiếp tục học tại Đại học Dakar, Đại học Paris I và Institut d'Histoire des Relations Internationales Contemporaines (IHRIC, Viện lịch sử quan hệ quốc tế đương đại). Ông có bằng thạc sĩ lịch sử và bằng tốt nghiệp khoa học chính trị và quan hệ Quốc tế.
Sau đó, ông là một nhà nghiên cứu tại CNRS và giảng dạy các khóa học về chính trị thế giới thứ ba tại Đại học Paris I. Quay trở lại Mali, ông trở thành một nhà tư vấn kỹ thuật cho Quỹ phát triển châu Âu lúc đó đang triển khai chương trình phát triển quy mô nhỏ đầu tiên trong các hoạt động viện trợ của Liên minh châu Âu ở Mali. Ông đã trở thành giám đốc Mali cho chương Pháp Terre des Hommes, một tổ chức phi chính phủ quốc tế giúp đỡ trẻ em trong các nước đang phát triển.
Vào ngày 18 tháng 8 năm 2020, ông cùng với Thủ tướng Boubou Cissé bị bắt giữ bởi những người lính nổi dậy trong âm mưu đảo chính Malian 2020.  Ngày hôm sau, ông giải tán quốc hội và tuyên bố từ chức, nói rằng ông muốn "không đổ máu" để giữ quyền lực cho mình.
Ông được thả tự do vào ngày 27 tháng 8 năm 2022 theo một phát ngôn viên của quân đội.
Ông qua đời tại nhà riêng ở Bamako vào ngày 16 tháng 1 năm 2022 ở tuổi 76.